# Кучера, Франц
Франц Кучера (нем. Franz Kutschera, 22 февраля 1904, Обервальтерсдорф, Нижняя Австрия — 1 февраля 1944, Варшава) — бригадефюрер СС (9 сентября 1940) и генерал-майор полиции (9 ноября 1942), Заместитель гауляйтера Каринтии (24 мая 1938 — 27 ноября 1941).

## Биография

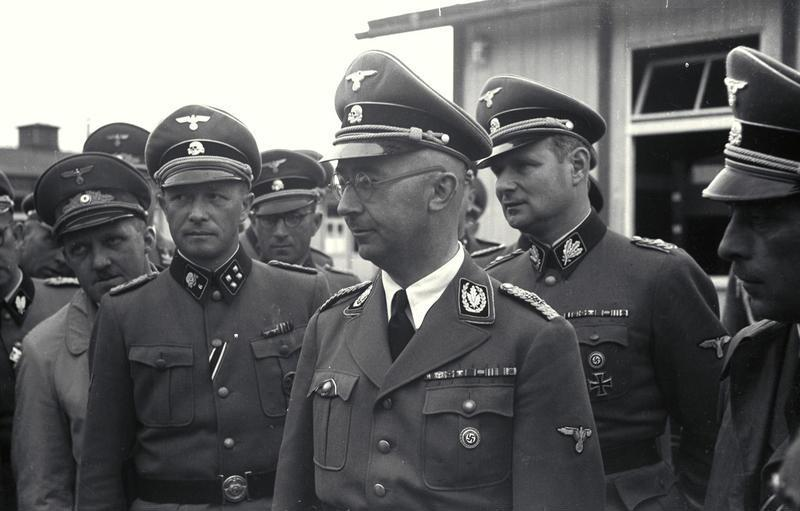
Рейхсфюрер СС Генрих Гиммлер (в центре) во время посещения концлагеря Маутхаузен, на фото Август Айгрубер (крайний слева), Франц Цирайс (слева), Карл Вольф (справа) и Франц Кучера (крайний справа), апрель 1941 года

Франц Кучера родился 22 февраля 1904 года в семье садовника. В 1918 году вступил в австро-венгерский ВМФ. Окончил школу морских механиков в Будапеште. После демобилизации в 1919 году устроился на работу садовником. С 1920 по 1928 год жил в Чехословакии. 5 декабря 1930 года вступил в НСДАП (билет № 363 031), затем 1 ноября 1931 года в СС (билет № 19 659) с чином кандидата СС (SS-Anwärter). В феврале 1933 года был произведён в гауптшарфюреры СС. С 1934 года заместитель гауляйтера Каринтии. С 1 июля 1935 года по 16 марта 1938 года командир 90-го штандарта СС «Каринтия» в Клагенфурте. После запрета нацистской партии в Австрии с 20 февраля по март 1938 года был гауляйтером Каринтии, с марта 1938 года по ноябрь 1941 года — заместитель гауляйтера.
С марта 1938 года по июнь 1943 года при штабе 30-го абшнита СС в Касселе. С 10 апреля 1938 года — депутат Рейхстага. С 24 мая 1938 года по 27 ноября 1941 года заместитель гауляйтера Каринтии (Stellvertretender Gauleiter des Gaues Kärnten der NSDAP). После неожиданной смерти гауляйтера Каринтии Губерта Клауснера от сердечного приступа 12 февраля 1939 года, Кучере было поручено управление гау в отсутствие гауляйтера (1939—1941). С 22 сентября 1939 года уполномоченный имперского комиссара обороны XVIII военного округа. С 1940 по 1941 год — делопроизводитель гау Каринтия. С 10 марта по 11 ноября 1940 года служил в 6-й горнострелковой дивизии в чине старшего егеря, участник Французской кампании. 14 апреля 1941 года назначен начальником гражданской администрации Крайны, ранее входившей в состав Югославии.
С 30 января 1942 года представитель Главного штабного управления комиссара по укреплению германской нации в штабе высшего руководителя СС и полиции в Центральной России, один из ближайших сотрудников Эриха фон дем Бах-Зелевского. С 20 сентября 1942 года командовал карательными отрядами, действовавшими в СССР против партизан. В частности 10 января 1943 года издал приказ о захвате скота, урожая и рабочей силы в ходе операции «Франц». С 20 апреля 1943 года по 20 сентября 1943 года руководитель СС и полиции в Могилёве — тыловом районе группы армий «Центр». С 25 сентября 1943 года руководитель СС и полиции дистрикта «Варшава». Один из организаторов нацистского террора на оккупированных территориях СССР и Польши.

## Убийство
В декабре 1943 года командование варшавского подполья вынесло Кучере смертный приговор, за организацию «публичных казней». Исполнение приговора было поручено отряду Армии Крайовой «Пегас» — «Агат». В операции участвовало 12 человек. Акция была первоначально назначена на 29 января. Но в тот день Кучера из дома не вышел.
Операцию перенесли на утро 1 февраля 1944 года. После того, как Кучера выехал из своей резиденции, между 8:50 и 9:10 утра он был убит.

### Последствия
2 февраля немцы наложили на город 100 миллионов злотых контрибуции, а вечером того же дня публично расстреляли в Уяздовских аллеях триста заложников из тюрьмы Павяк. В октябре 1944 года 90-й штандарт СС в Клагенфурте получил почётное наименование «Франц Кучера».
Из 12 членов группы, участвовавшей в убийстве Кучеры, лишь шестеро дожили до конца войны. Двое были застрелены в тот же вечер при попытке избежать задержания немецким патрулем. Двое умерли через несколько дней, от ран полученных во время покушения в перестрелке с охраной бригадефюрера. Один погиб в июле 1944 года при покушении на другого нацистского деятеля, Вильгельма Коппе, ещё один был убит в бою при подавлении Варшавского восстания. Последняя участница покушения Эльжбета Дыбовская умерла 4 апреля 2016 года в возрасте 86 лет.

## Звания в СС
- кандидат СС (1.11.1931)
- СС-манн (12.2.1932)
- шарфюрер СС (15.2.1932)
- труппфюрер СС (20.3.1933)
- унтерштурмфюрер СС (9.11.1935)
- оберштурмфюрер СС (9.11.1936)
- штурмбаннфюрер СС (14.9.1937)
- оберштурмбаннфюрер СС (16.3.1938)
- штандартенфюрер СС (25.7.1938)
- оберфюрер СС (30.1.1939)
- бригадефюрер СС (9.9.1940)

## Награды
- Шеврон старого бойца
- Железный крест 1-го класса
- Железный крест 2-го класса
- Крест военных заслуг 1-й степени без мечей
- Крест военных заслуг 2-й степени без мечей
- Медаль «В память 13 марта 1938 года» Аншлюс-Медаль.
- Золотой партийный знак НСДАП
- Медаль За выслугу лет в НСДАП в бронзе
- Кольцо «Мёртвая голова»
- Почётная сабля рейхсфюрера СС